# Dufourspitze

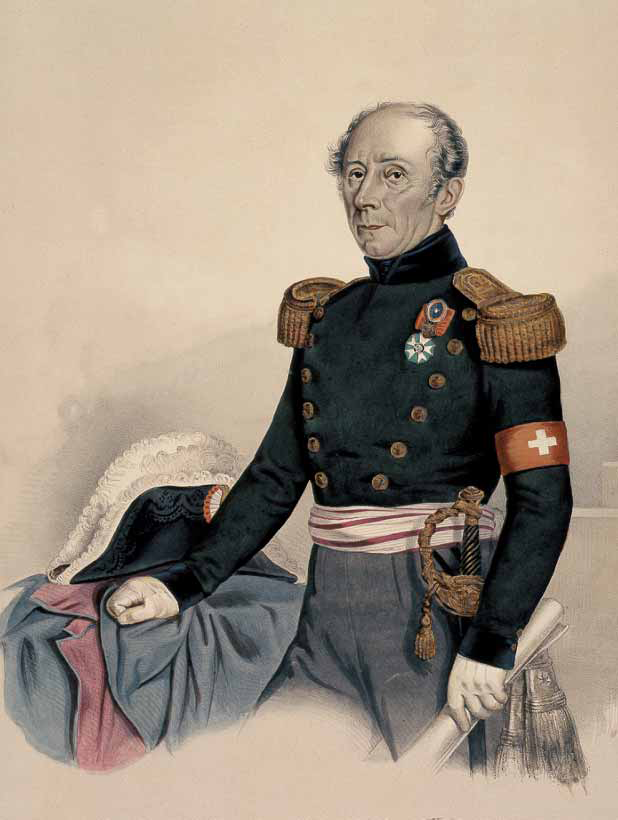
Guillaume-Henri Dufour

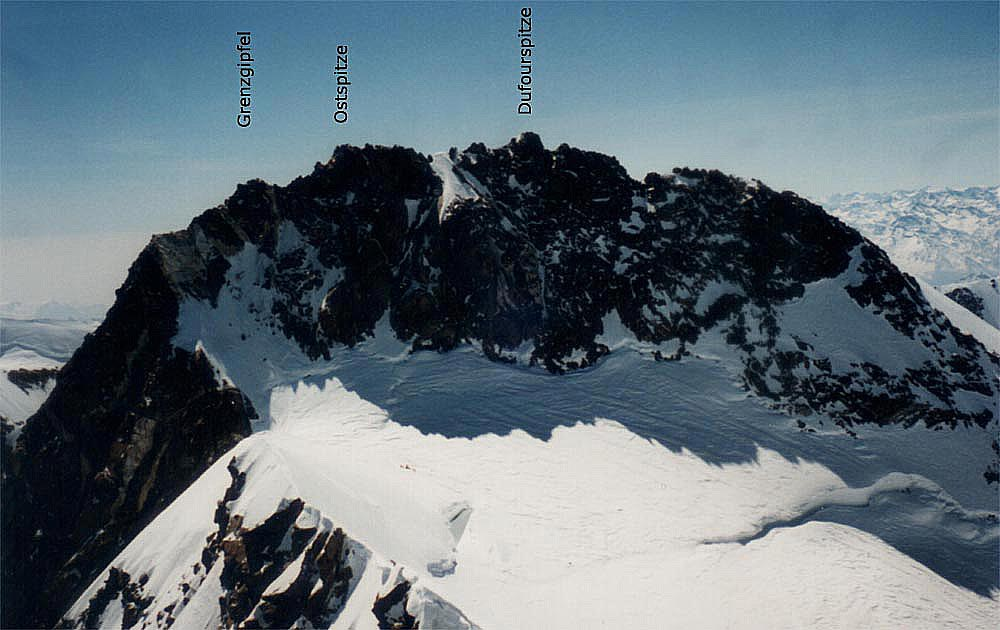
Dufourspitze od severu

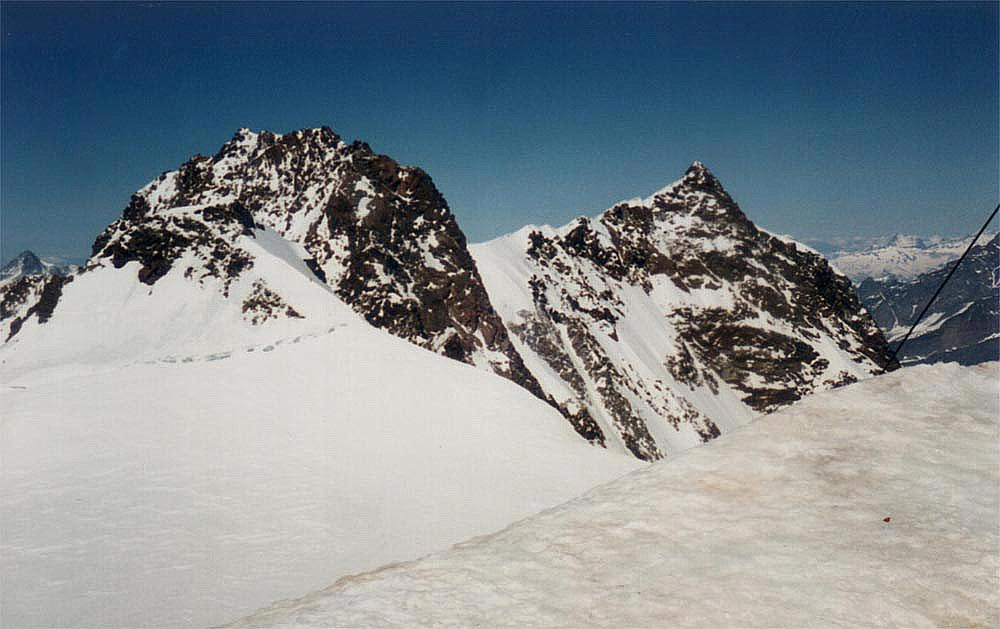
Dufourspitze a Nordend z vrcholu Signalkuppe

Dufourspitze (francouzsky Pointe Dufour, italsky Punta Dufour) je se svými 4634 m n. m. nejvyšší hora Švýcarska, druhá nejvyšší hora Alp a druhá nejvyšší hora Evropy (na západ od Kavkazu). Nachází se v masívu Monte Rosa ve Walliských Alpách, na hranicích Švýcarska a Itálie. Doba vhodná pro výstup je od června do září za použití ledovcového vybavení.

## Historie
Nejvyšší vrchol Monte Rosy nese jméno generála Guillaume Henri Dufoura (1787–1875), tvůrce prvního topografického atlasu Švýcarska. První výstup je datován do roku 1855 velkou výpravou, vedenou anglickým horolezcem Charlesem Hudsonem. Východním srázem (největší sráz v Alpách), vysokým 2400 metrů a snesoucím svým rozměrem a vzhledem srovnání s himálajskými velikány, prošli poprvé roku 1872 opět Angličané Richard a William Pendlebury, James Taylor a horští vůdci.

## Cesty
Na vrchol se nejčastěji chodí dvěma cestami, švýcarskou a italskou. Zajímavý je také vícedenní přechod Dufourspitze a pokračování po hlavním hřebeni přes Punta Gnifetti (Signalkuppe), Lyskamm, Castor, Pollux, …

### Švýcarská klasická cesta
Z chaty Monte Rosa (cca 2800 m n. m.) vede cesta po moréně ledovce Grenzgletscher přes kamenitý výšvih na Obere Platje (cca 3250 m n. m.). Tuto část cesty je vhodné si projít den předem za světla, neboť pod výšvihem (cca 3100 m n. m.) po okraji ledovce odbočuje cesta doprava (směrem k vrcholu Punta Gnifetti – Signalkuppe), ze které je návrat na Obere Platje náročný, obzvláště za tmy. Z Obere Platje pokračuje cesta ledovcem Monte Rosa Gletscher více vlevo později přes pole trhlin, dále zleva nad skalní stěnu Schole. Doleva je možné odbočit do sedla Silbersattel (4517 m n. m.) mezi Nordendem a Dufourspitzí. Dále příkře ledovcovým svahem do sedla Sattel ve výšce 4359 m n. m., viditelného z dálky, v západním hřebeni Dufourspitze. Po překročení okrajové trhliny vzhůru po kraji sněhového hřebene na další sedélko tvořené skalnatým hřebínkem. Další výstup již vede zužujícím se ledovým hřebenem, později po skalách na skalní předvrchol (4499 m n. m.). Odtud několik metrů níže a dále přes několik obtížnějších skal, věží a po skalních stupních po levé straně hrany na vrchol.
Délka
z chaty Monte Rosa Hütte 6–7 h.
Náročnost
Dosažení vrcholu Dufourspitze švýcarskou cestou je náročnou vysokohorskou túrou klasifikovanou stupněm PD/PD+ s převýšením 1800 m od chaty Monte Rosa Hütte. Po přechodu ledovce následují svahy se sklonem až 40° a exponované překonávání skalních věží v obtížnosti I–II. UIAA.

### Italská klasická cesta
Tato cesta bývá většinou spojována s přechodem přes několik vrcholů vyšších 4000 m (Signalkuppe, Pyramide Vincent, Punta Giordani či Parrotspitze). K těmto výstupům slouží jako výchozí bod chata Rif. Gnifetti (3647 m). Od chaty jde cesta širokým mírným spádem ledovce Ghiacciao de Lys většinou vyšlapanou stopou mířící do sedla Lysjoch. Pod sedlem uhýbá cesta vpravo a směřuje k vrcholu Parrotspitze. Přechází na severní stranu hřebene přes sedlo pod ním (4246 m) a obchází vrchol ze západní strany. Dále je možné podejít i vrchol Signalkuppe (4554 m) a již po ledovci Grenzgletscher vystoupit na sedlo Col Gnifetti (4454 m) ležící mezi vrcholy Signalkuppe a Zumsteinspitze (4563 m). Po výstupu na Zumsteinspitze následuje obtížný sestup prudce klesajícím severním hřebenem s kolmým skalním úskokem uprostřed. Takto dojdeme až do plochého sněhového sedla Col Zumstein (4452 m) a následuje klíčový závěrečný výstup. Přes lámavé a nestabilní skály (pozor led) cesta stoupá na předvrchol Grenzgipfel (4618 m) a dále na západ asi 150 m na hlavní vrchol Dufourspitze.
Délka
Rif. Gnifetti – Col Gnifetti (3.30 h) – Dufourspitze (3 h) – sestup (5 h) Celkem 11.30 h.
Náročnost
Tato varianta cesty je jednodušší než švýcarská normálka. Klíčové místo leží ve skalním hřebeni mezi vrcholem Zumsteinspitze (4563 m) a Dufourspitze, kde je nutno překonat bloky skalním lezením II. UIAA. Nutno i u této cesty počítat s pochodem po ledovci (nutná ledovcová výzbroj). Klasifikace obtížnosti hovoří o stupni F+/PD.

## Chaty
Chata Monte Rosa (2795 m n. m.)

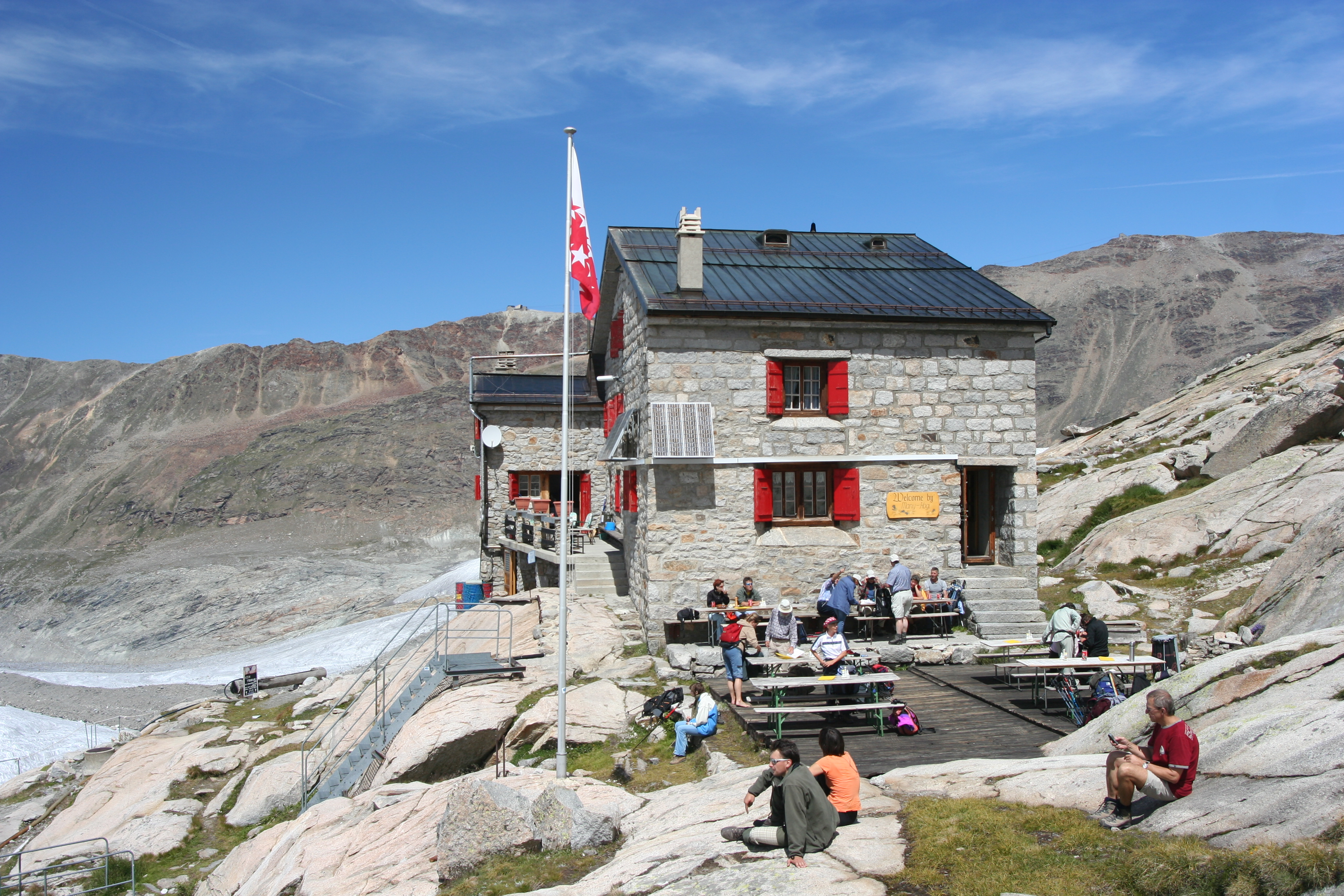
Stará podoba chaty Monte Rosa (2006)

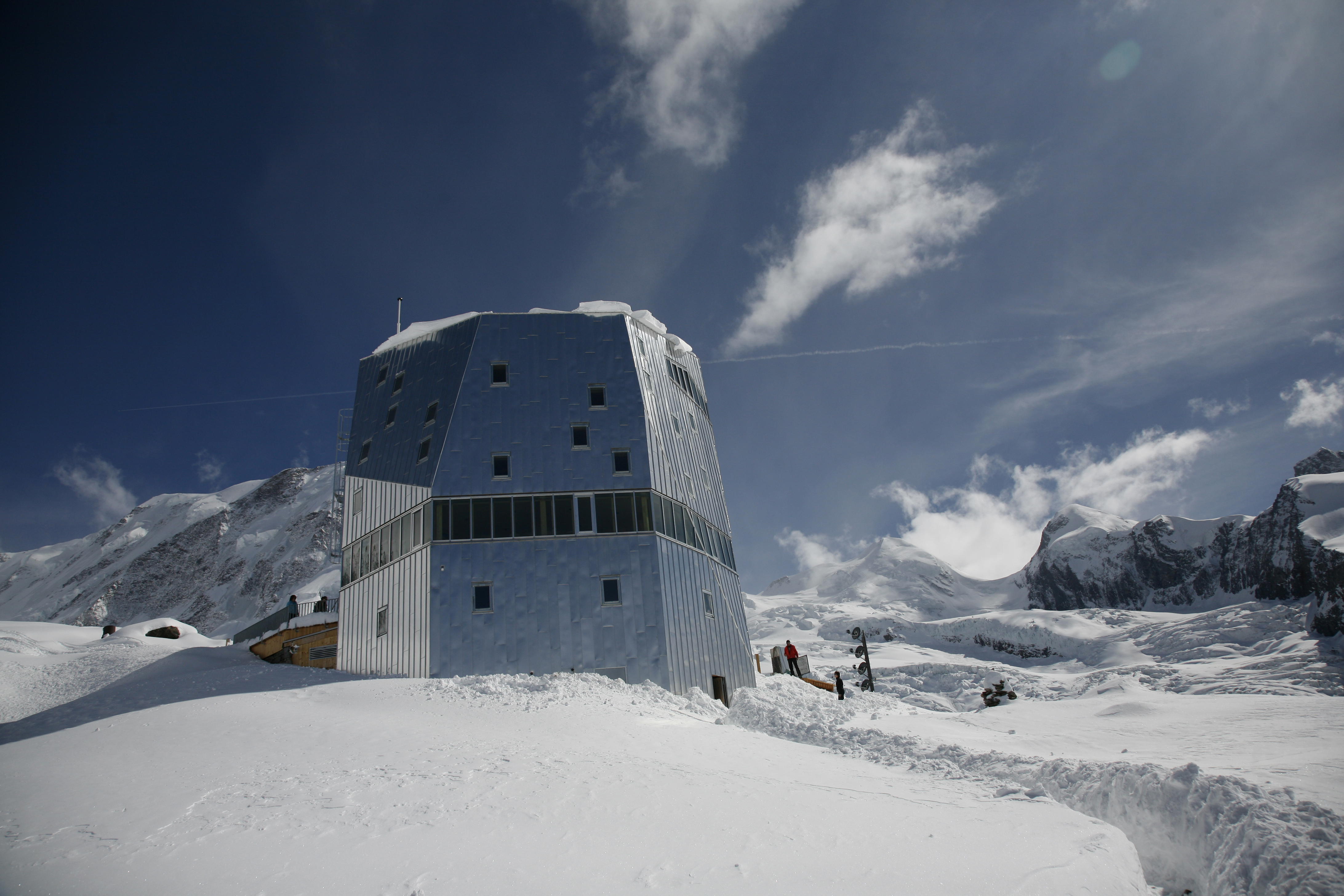
Přestavěná chata Monte Rosa (2010)

Vlastníkem je SAC sekce Monte Rosa. Chata je otevřená od poloviny března do poloviny září. Nabízí 150 lůžek v chatě a 28 míst v zimním prostoru. Pozor, chata bývá velmi často obsazena. Přístup z Zermattu zubačkou na Gornergrat na stanici Rotenboden, odtud přes ledovec Gornergletscher na chatu (2,30 hod.)
Chata byla postavena v roce 1894 a přestavěna v roce 1940. V roce 2009 nahradila původní chatu nová moderní stavba ve tvaru pětibokého krystalu. Ta byla navržená tak, aby získávala 90 % energie ze Slunce. Stará chata byla v roce 2010 stržena.
Rifugio Gnifetti (3647 m n. m.)
Vlastníkem je CAI sekce Varallo Sesia. Chata je otevřená od poloviny dubna do poloviny září. Nabízí 280 lůžek v chatě a 15 míst v zimní místnosti. Z Zermattu přístup přes Monte Rosa Hütte a sedlo Lysjoch. Ze sedla Lysjoch (2 hod.) Z Gressoney la Trinite respektive její části zvané Tschaval lanovkou k chatě Refugio del Lys a odtud výstup cca (3,30 hod.)
Bivak Marinelli (3036 m n. m.)
Slouží při velmi náročných horolezeckých výstupech ve východní stěně Dufourspitze a Nordendu. Vlastníkem je CAI sekce Milano. Jedná se o dřevěnou chatku – bivak otevřenou po celý rok s 12 lůžky pro nouzové přenocování. Přístup na něj vede po cestě od sedačkové lanovky Belvedere (1932 m n. m.) a přes chatu Zamboni Hütte, vedoucí dále po ledovci Belvedere a pak po jeho východní moréně. Výstup dále po ledovci je strmý a je nutno použít stoupací železa a cepín. Cesta směřuje po hřebeni zvaném Crestone Marinelli. Držíme se jeho pravého kraje a později vylezeme do sedla. Jsme v 3000 m a po vyšlapané stopě dojdeme k bivaku. Délka: 3–4 h.
Capanna Regina Margherita (4559 m n. m.)
Chata na vrcholu Punta Gnifetti (Signalkuppe), výhodná základna pro přechod hlavního hřebene; nutná je kvalitní aklimatizace kvůli nadmořské výšce přes 4500 m.

## Mapy
- Kompass č.87 (Breiul – Cervinia – Zermatt) – 1:50 000
- Kompass č.88 (Monte Rosa) – 1:50 000
- IGC č.109 (Monte Rosa / Alagna / Macugnana / Gressoney) – 1:25 000
- LKS č.284T (Mischabel) – 1:50 000